# Златогорова, Бронислава Яковлевна
Бронислава Яковлевна Златогорова (Гольдберг; 7 [20] мая 1905, Александровка, Киевская губерния — 3 августа 1995) — советская, российская певица (контральто); Народная артистка РСФСР (1951).

## Биография
Училась в Одесской народной консерватории. В 1926 г. окончила Киевскую консерваторию (класс Е. А. Муравьёвой). В 1926—1929 гг. выступала на сцене Харьковского оперного театра.
В 1929—1953 гг. — солистка Большого театра; выступала в концертах. С 1963 г. преподавала в Народной певческой школе (Москва).
Похоронена на Донском кладбище (15 уч.).

## Творчество
Обладала мощным контральто с густым нижним и сильным, ярким верхним регистрами, что позволяло ей исполнять также партии меццо-сопрано. Проявляла незаурядное драматическое дарование.

### Оперные партии
- «Иван Сусанин» М. Глинки — Ваня
- «Руслан и Людмила» М. Глинки — Ратмир (считалась лучшей партией Б. Златогоровой)
- «Борис Годунов» М. Мусоргского — Феодор
- «Князь Игорь» А. Бородина — Кончаковна
- «Садко» Н. Римского-Корсакова — Нежата
- «Царская невеста» Н. Римского-Корсакова — Любаша
- «Евгений Онегин» П. Чайковского — Ольга
- «Пиковая дама» П. Чайковского — Графиня
- «Алеко» С. Рахманинова — старая цыганка
- «Катерина Измайлова» Д. Шостаковича — Аксинья
- «Загмук» А. Крейна — Нингал-Уми
- «Кармен» Ж. Бизе — Кармен
- «Трубадур» Дж. Верди — Азучена

### Фильмография
- «Алеко» (Ленфильм, 1953; экранизация оперы С. Рахманинова; режиссёры С. Сиделев, Г. Рошаль)[4]

## Награды и признание
- Заслуженная артистка РСФСР (2 июня 1937).
- Народная артистка РСФСР (27 мая 1951).
- Орден Трудового Красного Знамени (25 мая 1976)[5].
- Орден «Знак Почёта» (02.06.1937) — за выдающиеся заслуги в деле развития оперного и балетного искусства.